# Gadir oder Erkenne dich selbst
Gadir oder Erkenne dich selbst ist eine 1949 veröffentlichte Erzählung von Arno Schmidt. Sie besteht aus einem fiktionalen Tagebuchfragment des griechischen Händlers, Geographen und Seefahrers Pytheas von Massalia (* um 370 v. Chr.).

## Handlung
Pytheas – von dessen tatsächlichem Leben der Geschichtswissenschaft wenig bekannt ist – wurde von den Karthagern als Spion festgenommen und sitzt seit über 52 Jahren in Haft auf einer Festung nahe Gadir, dem heutigen Cádiz. Wegen seiner Bildung beschäftigen ihn die Karthager mit Verwaltungsaufgaben und Berechnungen; nebenher führt er ein Tagebuch. Sein Gefängnisalltag und Erinnerungen an seine Jugend und sein Seefahrerleben werden unterbrochen von dem Zufallsfund eines stählernen Stiefelbeschlags. Mit dem Stahl durchfeilt er die Eisenstangen seines Zellenfensters, entkommt, eine Meeresbucht durchschwimmend, nach Gadir und schifft sich dort nach dem Norden ein.
Aus einer Nachschrift des Gefängnisdirektors, der das Tagebuchfragment seinem Vorgesetzten übersendet, geht hervor, dass die letzten Seiten eine Phantasie oder ein Fiebertraum waren: Pytheas hat zwar den Fluchtversuch begonnen, ist aber in seiner Zelle verstorben.

## Hintergrund
Mit Enthymesis oder W.I.E.H. und Alexander oder Was ist Wahrheit gehört Gadir oder Erkenne dich selbst zu den Erzählungen Arno Schmidts, die in der Antike spielen.